# Чижиков, Родислав Матвеевич
Родисла́в Матве́евич Чи́жиков (13 февраля 1929, Иркутск — 3 марта 2010, Москва) — советский шоссейный и трековый велогонщик, выступал за сборную СССР в 1950-х годах. Многократный чемпион всесоюзных и всероссийских первенств в различных шоссейных и трековых дисциплинах, победитель командного зачёта «Велогонки мира», участник летних Олимпийских игр в Мельбурне. На соревнованиях представлял ЦСКА, заслуженный мастер спорта. Также известен как тренер по велоспорту.

## Биография
Родился 13 февраля 1929 года в Иркутске.
В детстве помимо велоспорта занимался вольной борьбой и хоккеем, имел успехи на местном региональном уровне. После окончания Великой Отечественной войны уехал в Ленинград, где окончил школу тренеров и поступил в Государственный дважды орденоносный институт физической культуры имени П. Ф. Лесгафта (ныне Национальный государственный университет физической культуры, спорта и здоровья имени П. Ф. Лесгафта). Позже был призван в армию, переехал на постоянное жительство в Москву, состоял в велокоманде Военно-воздушных сил Московского военного округа, на соревнованиях представлял спортивное общество ЦДКА.
Первого серьёзного успеха на треке добился в 1950 году, когда одержал победу на чемпионате СССР в Туле, на шоссе в период 1953—1955 неизменно становился победителем многодневного чемпионата Советского Союза — в общей сложности пятнадцать раз выигрывал всесоюзные первенства в различных дисциплинах. В 1954 году принял участие в многодневной «Велогонке мира», занял сорок первое место в личном зачёте и шестое в командной. Год спустя показал двадцать четвёртый результат в индивидуальной классификации и третий в командном. На «Велогонке мира» 1956 года был двадцать восьмым, при этом советская команда заняла первое место. За это выдающееся достижение все члены команды были удостоены почётного звания «Заслуженный мастер спорта СССР».
Благодаря череде удачных выступлений Чижиков удостоился права защищать честь страны на летних Олимпийских играх 1956 года в Мельбурне, вместе с товарищами по команде Виктором Ильиным, Владимиром Митиным и Эдуардом Гусевым дошёл в программе командной гонки преследования до стадии четвертьфиналов, где уступил команде из Великобритании.
После завершения спортивной карьеры Родислав Чижиков более двадцати лет проработал старшим тренером в Спорткомитете России.
Сын Игорь тоже занимался велоспортом, выполнил норматив мастера спорта. Брат был тренером по велоспорту в добровольном спортивном обществе «Динамо».
Умер 3 марта 2010 года, похоронен на четырнадцатом участке Троекуровского кладбища в Москве.

## Награды
- Медаль «За трудовую доблесть» (27.04.1957) — «за успехи, достигнутые в деле развития массового физкультурного движения в стране, повышения мастерства советских спортсменов, и успешное выступление на международных соревнованиях»